# Revanche (Album)
Revanche ist das neunte Studioalbum des deutschen Musikers Peter Maffay.

## Entstehung und Veröffentlichung
Die Erstveröffentlichung von Revanche erfolgte im Jahr 1980 bei Metronome Records. Das Album erschien in seiner Originalausführung als LP mit zwölf Titeln (Katalognummer: 0060. 340). Am 11. Dezember 2006 erschien bei Ariola eine Neuauflage als CD mit dem Titel Maffay Audiothek, das um drei Bonustitel erweitert wurde (Katalognummer: 82876897182).
Geschrieben wurden alle Lieder vom Interpreten selbst, lediglich das Karat-Cover Über sieben Brücken mußt du gehn stammt nicht von ihm. Bei zehn der elf Titel bekam Maffay Unterstützung durch Bernd Meinunger. Darüber hinaus waren Chris Heinze (3 Titel) sowie Volker Lechtenbrink, Hans Richter und Ulrich Swillms (je 2 Titel) am Schreibprozess beteiligt. Maffay zeichnete zudem für die Produktion aller Lieder verantwortlich, gemeinsam mit Peter Wagner.

Peter Maffay sagte zum Album: „Revanche wurde das erfolgreichste Album der damaligen Zeit.“ Weiter sagte er: „Liebe ist verboten unterstreiche ich heute noch, vom Text ist dieses Lied nie wirklich alt geworden“.

## Titelliste
Die Lieder wurden von Chris Heinze (Lieder: 2, 12, 14), Volker Lechtenbrink (Lieder: 7, 11), Peter Maffay (Lieder: 1, 2, 4–12, 14), Bernd Meinunger (Lieder: 1, 2, 4–10, 12, 14), Hans Richter (Lieder: 3, 13) und Ulrich Swillms (Lieder: 3, 13) geschrieben.
1. Rock & Roll – 2:16
2. Liebe wird verboten – 4:40
3. Über sieben Brücken mußt du gehn – 4:33
4. Ist es gut – ist es schlecht – 3:58
5. Woran glaubst Du – 4:06
6. Revanche – 4:41
7. Weil es Dich gibt – 5:37
8. Erst dann hat der Teufel gesiegt – 3:04
9. Ich geh fort – 4:00
10. Selbstvertrauen – 2:46
11. Baby, Baby spielt verrückt – 3:57
12. Mein Kind – 4:04

Bonustitel (Audiothek-Ausgabe)
1. Über sieben Brücken mußt du gehn – 4:33
2. Greenlight for emotion  – 3:40 [Englische Version von Liebe wird verboten]
3. Revanche Audiothek-Interview  – 11:42

## Mitwirkende
- Peter Maffay – Gesang, Gitarre
- Frank Diez – Gitarre
- Gary Gordon – Gitarre
- Jean-Jacques Kravetz – Keyboard, Synthesizer
- Bertram Engel – Schlagzeug
- Steffi Stephan – Bassgitarre
- Eddie Taylor – Saxophon
- Thomas Glanz – Synthesizer
- Nippy Noya – Perkussion
- Peter Schirmann – Oboe
- Herbert Dreilich – Duett Gesang (Titel 13)
- Karat – Gastmusiker (Titel 13)
- Frank Laufenberg – Interview (Titel 15)

## Singleauskopplungen
| Jahr | Titel                            | Höchstplatzierung, Gesamtwochen, AuszeichnungChartplatzierungen (Jahr, Titel, , Platzierungen, Wochen, Auszeichnungen, Anmerkungen) | Höchstplatzierung, Gesamtwochen, AuszeichnungChartplatzierungen (Jahr, Titel, , Platzierungen, Wochen, Auszeichnungen, Anmerkungen) | Anmerkungen                          |
| Jahr | Titel                            | DE | CH | Anmerkungen                          |
| ---- | -------------------------------- | --- | --- | ------------------------------------ |
| 1980 | Weil es Dich gibt                | DE11 (22 Wo.)DE | CH7 (7 Wo.)CH | Erstveröffentlichung: September 1980 |
| 1980 | Über sieben Brücken mußt du gehn | DE4 (20 Wo.)DE | CH5 (9 Wo.)CH | Erstveröffentlichung: November 1980  |

## Kommerzieller Erfolg

### Chartplatzierungen
Revanche avancierte im September 1980 nach Steppenwolf (Juli 1979) und Frei sein (Oktober 1979) zum dritten Nummer-eins-Album für Maffay in Deutschland.
| ChartsChartplatzierungen | Höchstplatzierung | Wochen |
| ------------------------ | ----------------- | ------ |
| Deutschland (GfK)        | 1 (59 Wo.)        | 59     |

| ChartsJahrescharts (1980) | Platzierung |
| ------------------------- | ----------- |
| Deutschland (GfK)         | 45          |

| ChartsJahrescharts (1981) | Platzierung |
| ------------------------- | ----------- |
| Deutschland (GfK)         | 4           |

### Auszeichnungen für Musikverkäufe
Das Album verkaufte sich alleine in Deutschland über eine Million Mal, womit es zu den meistverkauften Musikalben des Landes der 1980er-Jahre zählt.
| Land/Region        | Auszeichnungen für Musikverkäufe (Land/Region, Auszeichnung, Verkäufe) | Verkäufe  |
| ------------------ | ---------------------------------------------------------------------- | --------- |
| Deutschland (BVMI) | 2× Platin                                                              | 1.000.000 |
| Insgesamt          | 2× Platin ·                                                            | 1.000.000 |